# Montecarlo
Montecarlo /ˌmonteˈkarlo/ je italská obec a pevnost v toskánské provincii Lucca, 20 km východně od města Lucca. Obec má rozlohu 15 km² a zhruba 4400 obyvatel.

## Historie
Montecarlo bylo založeno roku 1333 budoucím císařem Karlem IV. (od nějž má obec odvozené své jméno Monte-Carlo = Karlova Hora), který osvobodil město Lucca z okupace městem Pisa. Nad vchodem do hradu Montecarlo je stále erb s českým lvem. Dodnes je to největší monumentální památka na Karla IV.
Někteří badatelé (např. Menhart z Velhartic)[zdroj?] jsou k vyobrazení lva nad hradní brankou kritičtí a domnívají se, že se nejedná o českého lva (např. nejsou 2 ocasy, které český lev nosí minimálně od roku 1247), ale lvu v Montecarlu je mnohem bližší třeba lev ze znaku města Siena[zdroj?] nebo lev z erbu Lucemburků. Podle výkladu uváděného v Montecarlu Karel IV. ještě jako princ nemohl používat znak Království českého (což náleželo jen králi – jeho otci Janu Lucemburskému), takže používal lucemburský znak, lva s jedním ocasem.
Obec Montecarlo má již několik let čilé družební styky s českým Karlštejnem a dalšími zahraničními místy založenými Karlem IV. ve Francii a Německu.

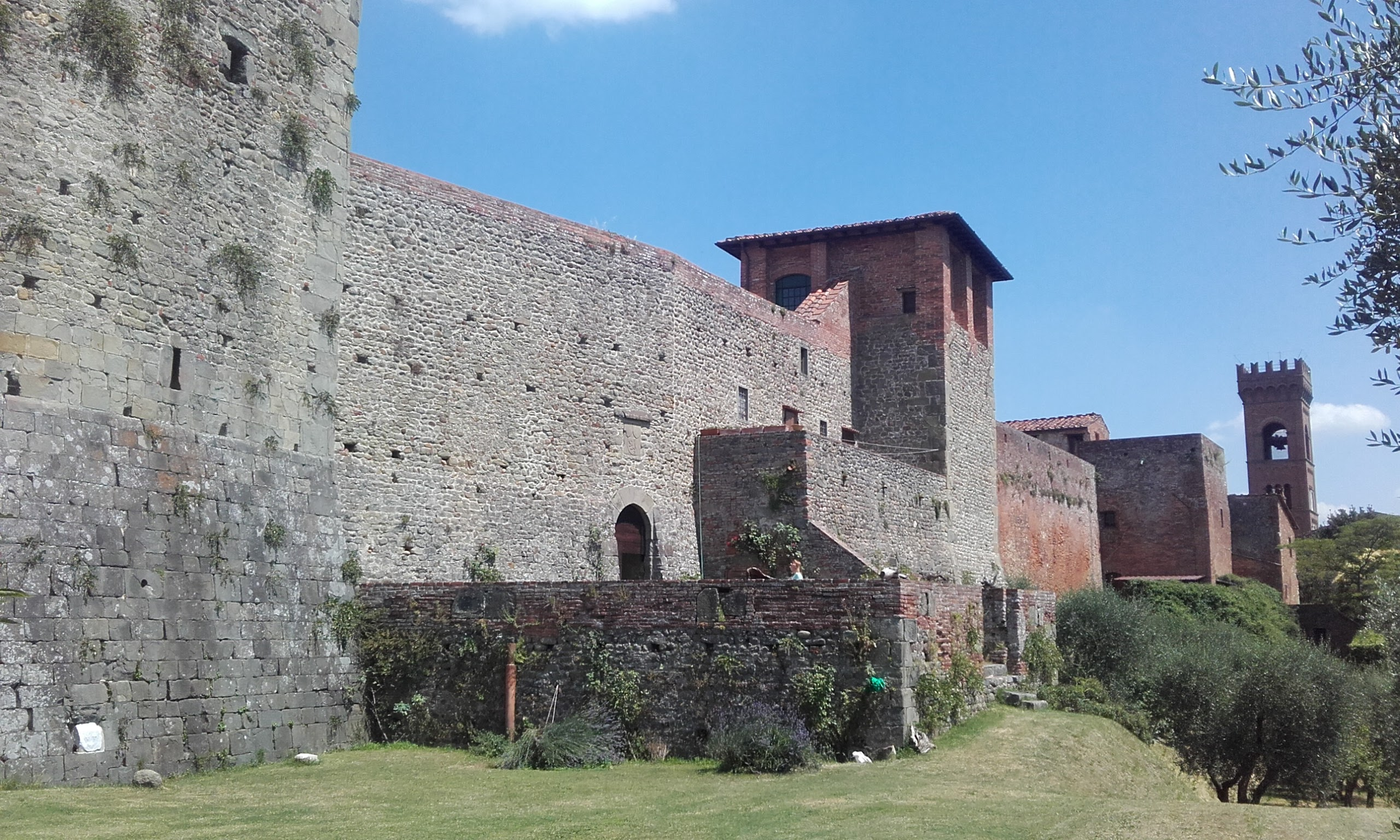
Hradební zeď s brankou

## Popis hradu
K vybudování pevnosti Montecarlo bylo strategicky zvoleno nejvýše položené místo stejnojmenného vrchu, kterému se za raného středověku říkalo Corruglio. O tuto výhodnou polohu nad údolím kolem města Lucca a podél říčky Nievole sváděla líté boje tehdejší mocná toskánská města Florencie, Pisa a Lucca. Z tohoto důvodu se jak pevnost, tak vrch nad oběma údolími stávaly častými bitevními poli a původní vojenská tvrz doznala v průběhu staletí mnoha stavebních úprav. Z historických pramenů se dozvídáme, že tudy procházeli papežové a králové a chrabrý vojevůdce Castruccio Castracani odtud během bitvy u Altopascio velel lucké armádě stojící na straně císaře (tzv. ghibellinům) v boji proti florentským přívržencům papeže (tzv. guelfům). Od 19. století je pevnost Montecarlo v soukromých rukou.
Základní kámen současné pevnosti byl položen z příkazu českého krále Jana Lucemburského mezi lety 1331–1332, když přispěchal na pomoc městu Lucca obleženému Florenťany. Vzhledem k tomu, že se mu podařilo obyvatele Luccy zbavit florentského jha, na počest syna Karla, který se vojenského tažení rovněž zúčastnil, byl zdejší vrch přejmenován na Montecarlo čili Karlův vrch. Karel IV. byl v Praze roku 1347 korunován českým králem a v roce 1355 římským císařem v Římě.

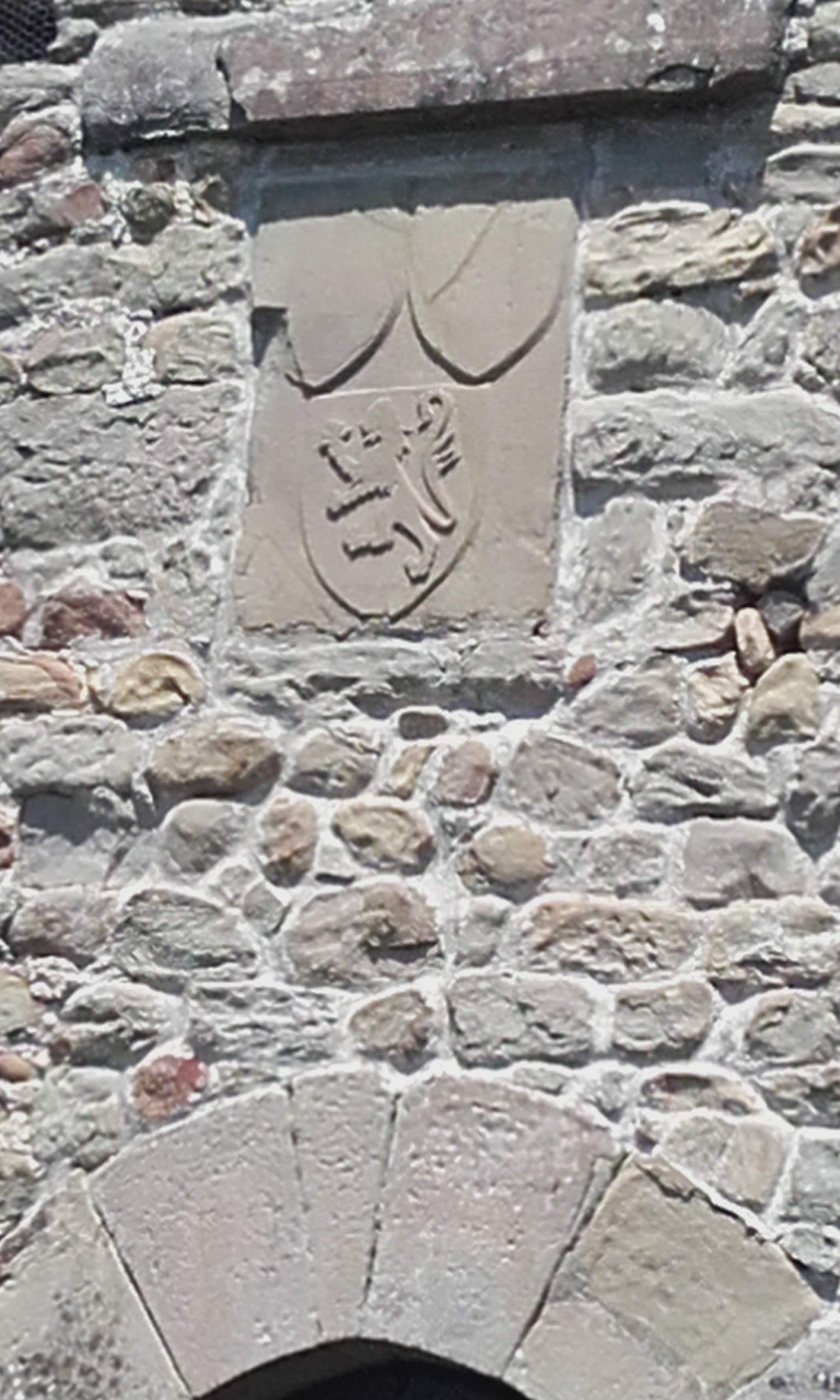
Je lev nad hradní brankou opravdu český lev?

Stávající podoba pevnosti je výsledkem realizace více stavebních celků:
- kamenné hradební věže z 12.–13. století o půlkruhovém půdorysu a dvou sesterských věží z 13. století, které spolu utvářely původní tvrz Cerruglio;
- obvodových loubových zdí z pálených cihel sahajících do období zakládání městečka;
- medicejského traktu z poloviny 16. století sestávajícího ze zděného objektu a hradebních věží na straně obrácené k městečku.

## Virtuální procházka hradem
(1) Hned po východu z pokladny se vydejte do hlavní zahrady v italském stylu pocházející z počátku 20. století. Tento centrální prostor uvnitř pevnosti původně sloužil k vojenským účelů, zejména výcviku žoldnéřů.
(2) Na konci zahrady se vyjímají dvě sesterské věže. Ta vlevo se nazývá věž Zjevení, jelikož připomíná zázrak, který se tu udál na počátku 15. století. Podle legendy se praví, že Panna Marie přispěchala na pomoc lidu z Montecarla, který v noci přepadli pisánští žoldáci Jakmile ji útočníci spatřili, vzali nohy na ramena a strachy utíkali pryč. Na pravé straně se vyjímá věž sv. Barbory, která byla dříve využívána jako sklad střelného prachu. Právě proto byla zasvěcena této patronce horníků, sanytrníků a jiných provozovatelů nebezpečných řemesel.
(3) V pravé zadní části zahrady můžete spatřit jediný vstup do původní tvrze Cerruglio chráněný dvěma obrannými systémy: kovovou mříží, která byla spouštěna a vytahována mezi dvěma kamennými oblouky, a zdvojenými dveřmi, kvůli kterým museli nepřátelští vojáci procházet jeden po druhém skrz menší a méně odolné dveře tak, že zády byli natočeni k protilehlé věži, z níž na ně mohli domácí obránci pohodlně útočit.
(4) Nyní se přemístěte do vnitřního nádvoří pevnosti. Dveře po vaší levé straně se kdysi nazývaly dveře Poslední záchrany, jelikož sloužily jako úniková cesta. Právě nad touto brankou z vnější strany je erb se lvem, který bývá často hledán českými turisty. Hned vedle branky můžete obdivovat pec, používanou k přípravě jídla, a nádrž na vodu, životně důležitou právě za častých obléhání. Dlažba na zemi je položena tak, aby umožňovala odvádění vody pryč a současně i jízdu na koni.

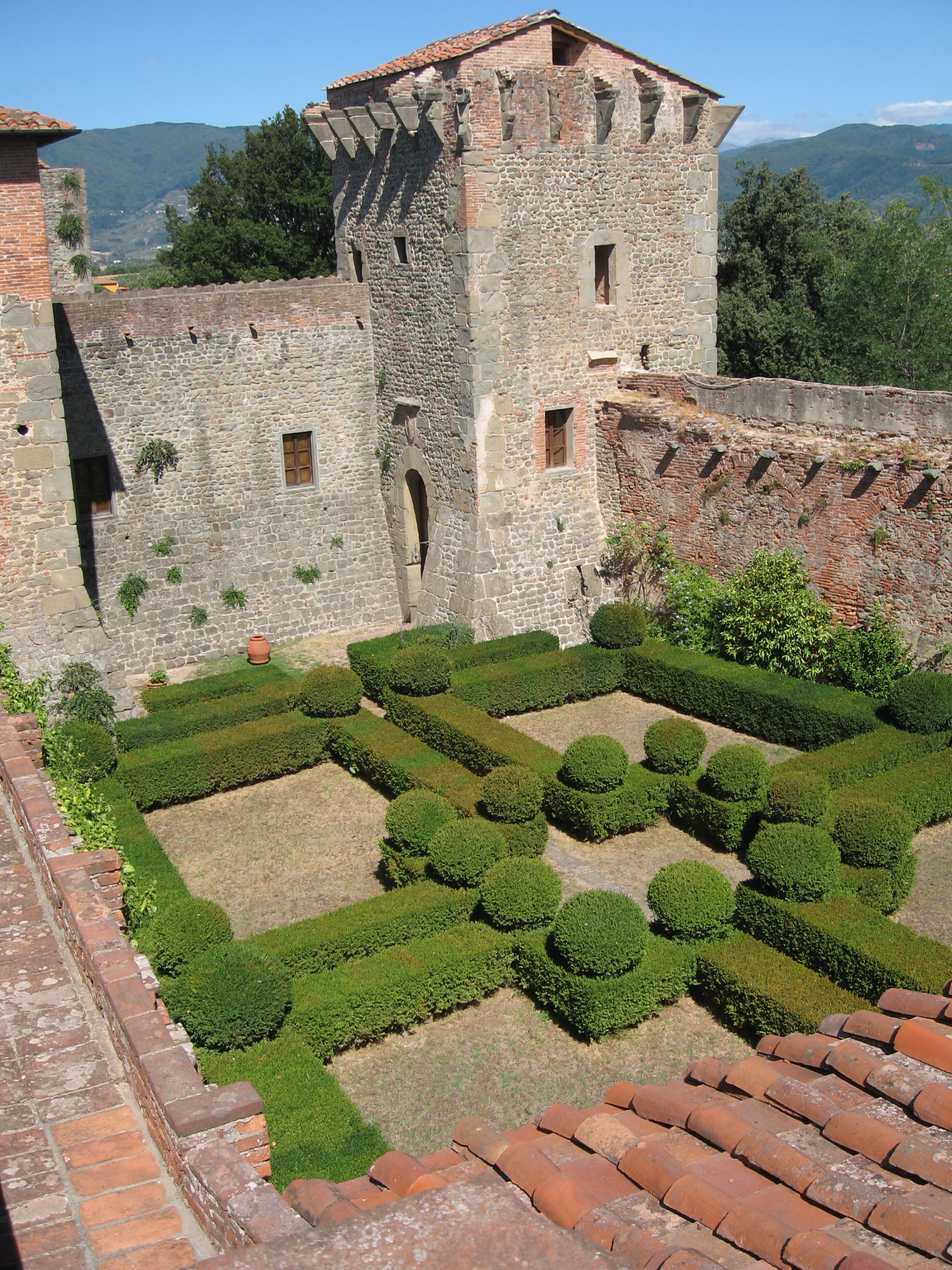
Hrad Montecarlo

(5) Půlkruhový půdorys hlavní hradební věže je ve zdejším kraji vzácností. Do věže se vstupovalo po dřevěných schodech vedoucích k výše položeném otvoru. V případě nebezpečí se schody jednoduše vytáhly nahoru a schovaly uvnitř věže. Věž sestává z pěti pater. Nejnižší patro sloužilo jako sběrná nádrž na dešťovou vodu a patro nad ním jako sklad potravin v době míru, nebo jako šatlava v době války. Prostory podlaží, na kterém se nyní nacházíte, a prostory nad vámi poskytovaly základní potřeby pro obývání věže: krb se používal na vytápění a vaření, střílny k pozorování okolí a obrannou palbu a komůrka za schody s otvorem ústícím ven jako toaleta. Poslední páté patro měla v obsazení stráž, stejně tak i prostory za cimbuřím, které dříve zakrývala střecha.

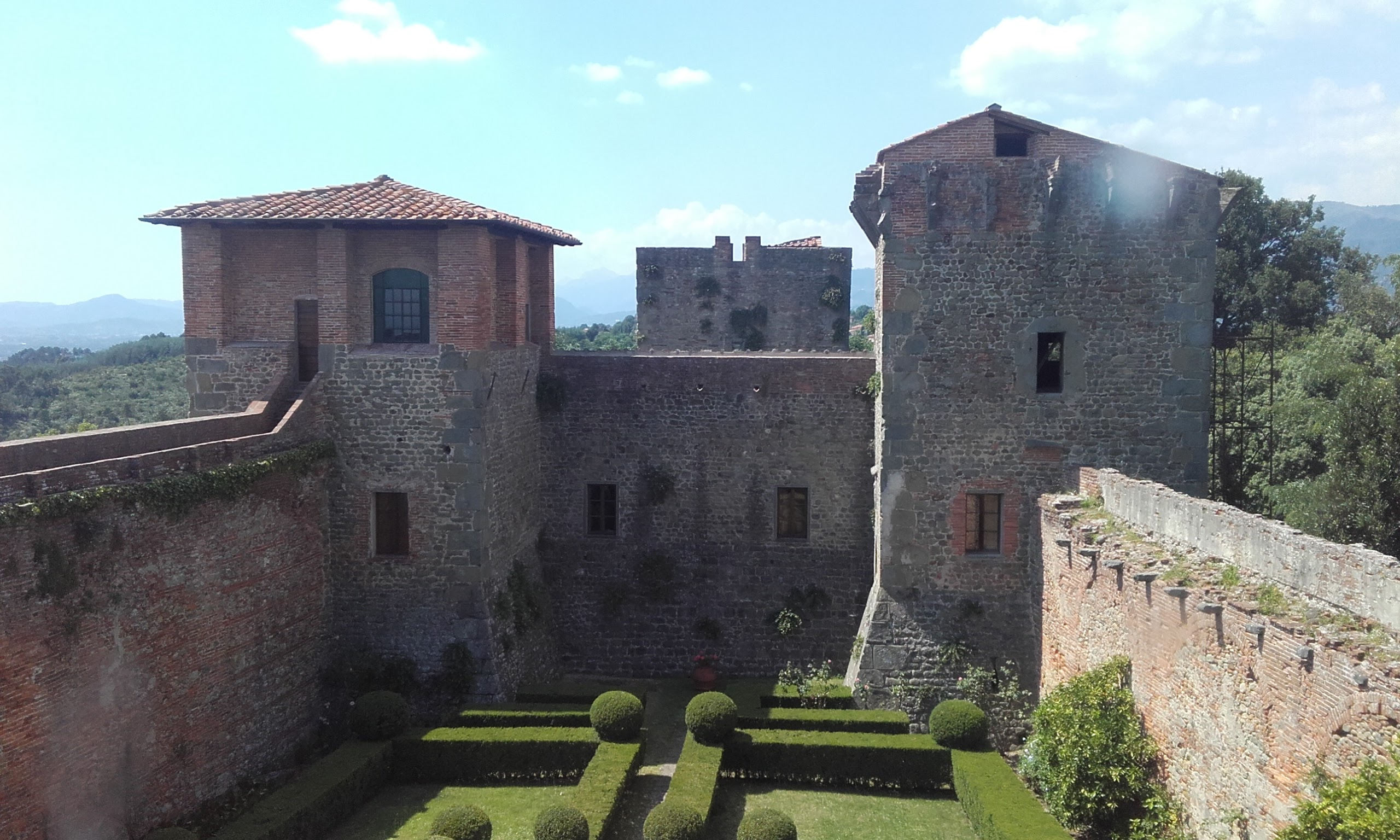
Po stranách dvě sesterské věže - Zjevení a Barbora. Uprostřed nejstarší půlkruhová věž.

(6) Abyste se dostali k hlavnímu vstupu do medicejského traktu z 16. století, vrat’te se zpátky přes obě zahrady, před pokladnou zahněte doleva a projděte zaklenutým průchodem. Vstup budete mít hned po pravé straně přesně naproti rampě. Vrata byla kdysi chráněna jednak padacím mostem, po němž jste přišli ke vstupu do dnešní pevnosti, a pak také kanóny a piknůsky, kterými se lila rozpálená smůla nebo vřící voda přímo na hlavy nevítaných hostů. Tyto malé otvory jsou vidět podél hradební věže vpravo od současného vstupu do pevnosti.
(7) Pokud jste se odhodlali vystoupat až na samý vrchol věže Kosmy I. Medicejského, vydejte se po rampě a pak nahoru po točitém schodišti. Věnujte však pozornost různé výšce schodů. Tato zvláštnost byla rovněž jedním z účinných opatření, které nepřátelům znesnadňovalo rychlé obsazení pevnosti.
Ze shora věže se vám naskytne nádherný výhled:
– na město Lucca ve směru přes pevnost.
– na kopec Serra, na jehož vrcholku se tyčí několik antén. Za tímto kopcem leží město Pisa.
– do údolí Valdinievole a na sedlo mezi kopci na pozadí, ve kterém se krčí horní část lázní Montecatini. Dále vlevo se pak nachází vrch Buggiano s vesničkou Uzzano.

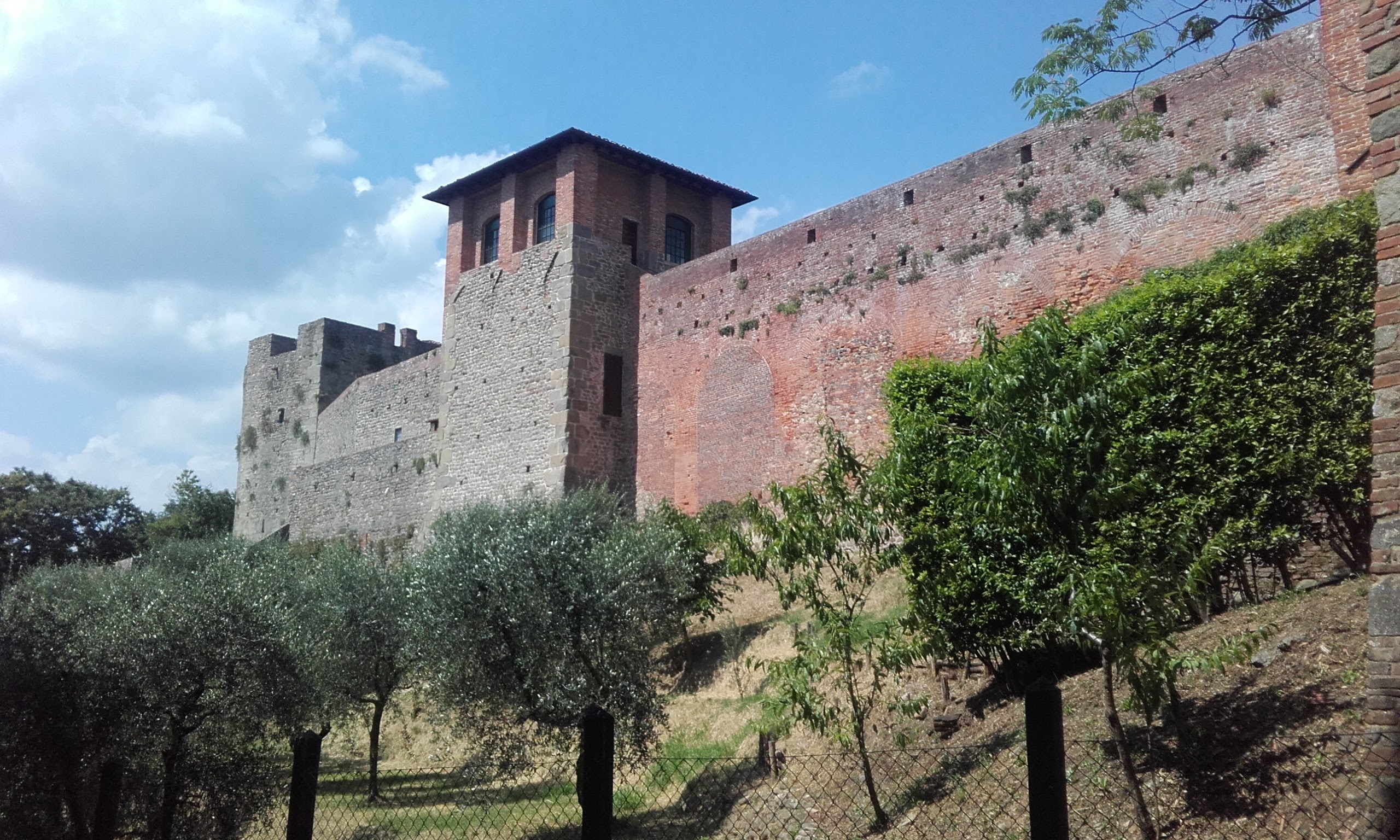
Ke kamenné hradební věži Zjevení (uprostřed) z 13. století se přimyká cihlový medicejský trakt z poloviny 16. století.

– do údolí Pescia s jeho typickými skleníkovými plantážemi.
(8) Po prohlídce věže se vydejte kolem bašty směrem k budově s oblouky. Cestou minete 5 piknůsků, díky kterým bylo možné z výšky bránit hlavní vstup do pevnosti (nyní svému účelu neslouží a jsou zamřížovány).
(9) Budete-li pokračovat dál, vstoupíte do prostor vyhrazených strážnímu oddílu, který tuto část pevnosti hlídal. Poté na vás ještě čeká věž, jíž se říká Hrbatá nebo i Uťatá, protože původně byla o jedno patro vyšší.
(10) Pokud se správně rozhodnete zdolat její vrchol, můžete se naposledy pokochat ničím nerušeným pohledem; celou pevnost Montecarlo budete mít jako na dlani.
A nyní se už můžete vrátit kolem pokladny k východu a pokračovat dál ve svém putování.

## Vývoj počtu obyvatel sídla Montecarlo
Počet obyvatel